# Jan Kowalkowski
Jan "Halszka" Kowalkowski (ur. 9 sierpnia 1921 zm. 18 kwietnia 1967) – porucznik, dowódca grupy dywersyjnej AK „Żelbet”, organizator i uczestnik szeregu udanych akcji na terenie Krakowa. Odznaczony został m.in. Krzyżem Walecznych i Orderem Virtuti Militari. Pochowany na Cmentarzu Podgórskim (kwatera XXI-zach.-29). Jego pseudonimem nazwano ulicę w Krakowie na Kurdwanowie (od ulicy Witosa do Stojałowskiego).

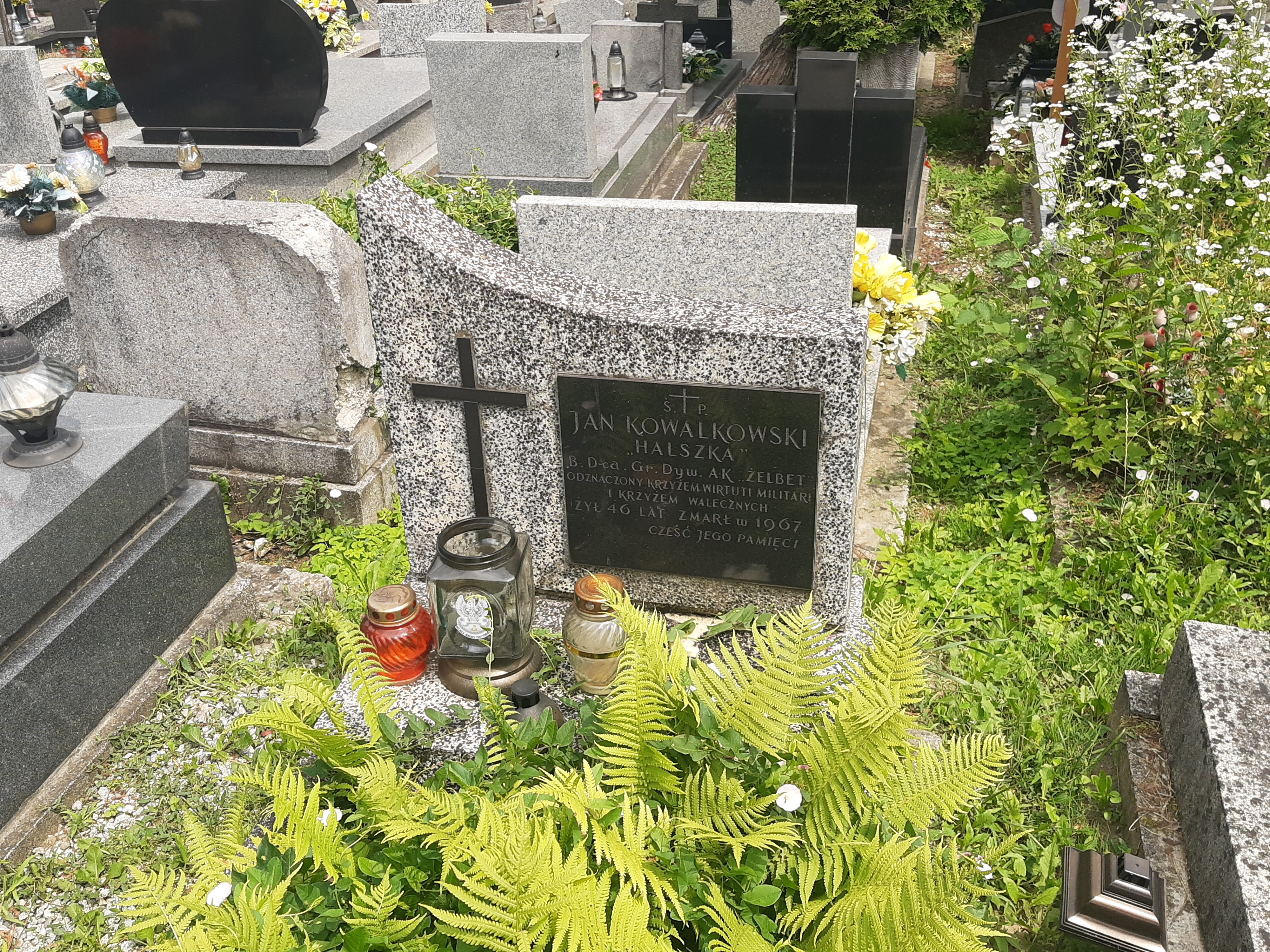
Grób Jana Kowalkowskiego na Cmentarzu Podgórskim